# Charles Théodore Malherbe

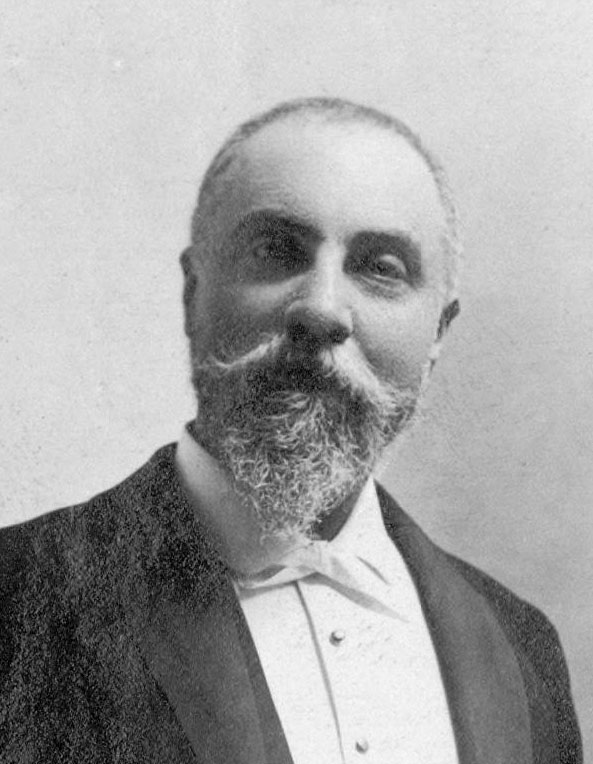
Charles Malherbe

Charles Théodore Malherbe (* 21. April 1853 in Paris; † 5. Oktober 1911 in Cormeilles) war ein
französischer Musikwissenschaftler und Komponist.

## Leben
Der Enkel des Malers Charles Mozin studierte Jura. Er war Mitarbeiter verschiedener musikalischer Zeitschriften. Mit Albert Soubies veröffentlichte er 1892–93 die Histoire de l’Opéra-Comique: la seconde salle Favart. 1899 wurde er Archivar und Bibliothekar der Pariser Oper. Er besaß eine Autographensammlung, die unter anderem Bach-Kantaten, Stücke von Beethoven und Berlioz’ Symphonie fantastique enthielt.
Malherbe komponierte Klavier- und Orgelwerke, Lieder, Kammermusik und drei Opern.

## Werke
- L’Ordonnance, Oper
- La Barbière de cette ville, Oper
- Le trois commères, Oper